# Mamertinci
Mamertinci (Mameritini "sinovi Marsa") bili su plaćenici iz Kampanije, koje je unajmio kralj Sirakuze, Agatokle. Nakon što je Sirakuza izgubila treći sicilijski rat, grad Messina predan je Kartagi 307. pr. Kr.
Kada je umro Agatokle 289. pr. Kr. mnogi plaćenici ostali su bez posla na Siciliji. Većina njih se vratila kućama, ali je dio ostao na stranom otoku tražeći pustolovine i prilike. Mamertinci su imali važnu ulogu u uvod prvog punskog rata.
Mala skupina razbojnika došla je u grčko naselja Messana (današnja Messina), koje se nalazilo na vrlo važnom strateškom mjestu, sjeveroistočnom vrhu Sicilije. 
Plaćenici su izdali stanovnike koji su im pružili smještaj i osvojili grad za sebe. Veći dio stanovnika su pobili, a njihovo vlasništvo i žene međusobno podijelili. Nakon pobjede plaćenici su se nazvali Mamertinci.
Mamertinci su držali grad Messana preko 20 godina. Grad ratara i trgovaca, pretvorili su u bazu za pljačkaše pohode. Mamertinci su pljačkali na kopnu miroljubive ratare, a na moru nebranjene trgovačke brodove. U to vrijeme kovali su novac s likovima svojih bogova i božica. 
Otprilike 270. pr. Kr. napadi Mamertinaca privukli su pažnju Sirakuze. Sirakuški kralj, Hiero II okupio je vojsku kako bi uništio pljačkaše. 
Iako u prvom sukobu poražen, Hiero je ubrzo pobijedio i krenuo u opsadu Messane 265. pr. Kr. Mamertinci su nakon poraza zatražili pomoć Kartage, čija je flota okupirala luku grada Massene. Ne želivši ući u sukob s Kartagom, Sirakužani su se povukli. Mamertincima se nije svidjela zaštita Kartažana, pa su zaštitu zatražili od Rimske Republike. Kako bi zaustavili širenje Kartažana po Siciliji, Rimljani su ušli u savez s Mamertincima. Sirakuza je na to uzvratila ušavši u savez s Kartagom. Tako je sukob Sirakuze i Mametinaca eskalirao u prvi punski rat.